# Hyperolius langi
Espèce
Synonymes
- Hyperolius albomarginatus Laurent, 1940

Statut de conservation UICN

 LC  : Préoccupation mineure
Hyperolius langi est une espèce d'amphibiens de la famille des Hyperoliidae.

## Répartition
Cette espèce est endémique de République démocratique du Congo. Elle se rencontre jusqu'à 1 500 m d'altitude au Nord-Kivu et en Ituri. Sa présence est incertaine au Rwanda et en Ouganda.

## Étymologie
Cette espèce est nommée en l'honneur de James Paul Lang (1889-1964), qui a collecté l'holotype.

## Publication originale
- Noble, 1924 : Contributions of the herpetology of the Belgian Congo based on the collection of the American Museum Congo Expedition, 1909-1915. Bulletin of the American Museum of Natural History, vol. 49, p. 147-347 (texte intégral).